# Marcel·lí Moreta i Amat
Marcel·lí Moreta i Amat (castellà: Marcelino Moreta)  (Sant Julià de Vilatorta, 28 de desembre de 1909 - Barcelona, 30 d'agost de 2004) fou polític català de centredreta. Com parlamentari fou membre de la Comissió dels Vint que redactà l'avantprojecte d'Estatut d'Autonomia de Catalunya de 1979.

## Inicis
Nascut a Sant Julià de Vilatorta (Osona) en una família modesta (el seu pare era ferrer). Als tretze anys es traslladà a Barcelona. De jove treballà com empleat de banca a la Banca Arnús.

## Monarquia,Segona RepúblicaiGuerra Civil
El 1929 ingressà a les joventuts de la Lliga Regionalista, de les quals esdevingué més tard secretari general. Fou col·laborador de Francesc Cambó. Durant la guerra civil espanyola després d'un intent de fugir a França, va romandre a Barcelona, on s'encarregà d'una oficina per a oferir ajut a persones perseguides per motius polítics dins la zona republicana (diners, queviures i ajudar-los a sortir del país).

## Trajectòria durant el franquisme[1]
Després de la guerra treballà amb l'ajut de Narcís de Carreras a la Caixa de Jubilacions i Subsidis Socials fins que el 1957 va dirigir una empresa familiar d'arts gràfiques. Els anys seixanta col·laborà amb el règim franquista,
juntament amb altres antics membres de les joventuts de la Lliga a través dels sindicats verticals del franquisme. Fou president del "Sindicato del "Papel y Artes Gráficas".
Josep Maria de Porcioles el nomenà regidor de l'Ajuntament de Barcelona per un breu període els anys seixanta.
El 1965 fou secretari del Consell Econòmic i Social de Catalunya i membre de la junta directiva del FC Barcelona, i elegit diputat provincial pel terç familiar l'any 1973, en l'etapa en què Joan Antoni Samaranch fou president de la Diputació, on resta fins a les eleccions municipals democràtiques del 1979. Des del seu càrrec fou el responsable de la devolució de la seu de l'Institut d'Estudis Catalans i el primer que demanà la devolució de la documentació confiscada per la dictadura franquista que es trobava a la secció de l'Archivo Histórico Nacional de Salamanca.
Soci protector d'Òmnium Cultural, va fer costat a militants antifranquistes represaliats pel Tribunal d'Ordre Públic (Joan Reventós, entre d'altres).

## L'etapa democràtica
Durant la transició espanyola al costat de Joan Antoni Samaranch fundà el Partit conservador i la coalició Concòrdia Catalana. A les eleccions generals espanyoles de 1977 fou elegit diputat a Corts Espanyoles per Unió de Centre Democràtic d'Adolfo Suárez, escó que va ocupar fins al 1982. L'any 1982 va entrar a Unió Democràtica de Catalunya, però abandonà la política activa.
L'any 1978 en representació del seu partit fou un dels membres de la Comissió dels Vint que al parador de Sau les Masies de Roda redactà l'avantprojecte de l'Estatut d'Autonomia de Catalunya de 1979. Va ser qui proposà que Sau acollís la redacció de l'Estatut.
També fou president (1986-1996) i president d'honor (1996-2004) de la Federació de Mutualitats de Catalunya.
El 1993 rebé la Creu de Sant Jordi.
L'any 2001 va publicar les seves Memòries d'un catalanista. Cinquanta anys de vida política a Catalunya (1932-1982) (Pagès, Lleida, 2001).
Va morir a Barcelona l'any 2004.

## Obres
- Historias de Barcelona (1972)
- Entorn del mutualisme de previsió social a Catalunya (199?)
- Memòries d'un catalanista. Cinquanta anys de vida política a Catalunya (1932-1982) (2001)